# François Martin (résistant)
Pour les articles homonymes, voir François Martin.
François Martin, né le 3 août 1916 à Hardricourt et « mort pour la France » le 12 juillet 1944 à Plumelec, est un militaire et résistant français, compagnon de la Libération.
Bien que promis à une carrière artistique, la Seconde Guerre mondiale décide de son destin en débutant au cours de son service militaire. Combattant en Norvège et en Afrique du Nord, il est ensuite parachuté en France où, lors des combats pour la libération de la Bretagne, il est capturé et exécuté par les troupes allemandes.

## Biographie

### Jeunesse et engagement
François Martin naît le 3 août 1916 à Hardricourt, alors dans le département de Seine-et-Oise. Né dans une famille d'industriels, il a cependant une âme d'artiste et entre à l'école des Beaux-arts. Devançant son appel, il effectue ensuite son service militaire au 6e bataillon de chasseurs alpins à Grenoble.

### Seconde Guerre mondiale
Au début de la Seconde Guerre mondiale, alors sergent, il fait partir avec son bataillon du corps expéditionnaire français en Scandinavie qui prend part à la campagne de Norvège au printemps 1940. En juin, alors que le corps expéditionnaire a été rapatrié en Bretagne, il est contraint de rembarquer immédiatement face à l'avancée de la Wehrmacht et se dirige vers l'Angleterre. Comme un certain nombre de ses camarades, François Martin choisit alors de se rallier à la France libre et s'engage dans les forces françaises libres. Il devient alors instructeur au bataillon de chasseurs de Camberley et est promu aspirant en août 1941. Le 1er octobre suivant, il embarque en direction de Suez, en Égypte, où il arrive à la mi-décembre.
D'abord affecté au bataillon de marche no 7 dont il commande la section antichars, il se porte ensuite volontaire pour intégrer l'équipe de parachutistes du French Squadron faisant partie du Special Air Service (SAS) du major David Stirling. Sous les ordres de l'aspirant André Zirnheld, il participe à des coups de mains et des opérations de sabotage derrière les lignes ennemies. Le 27 juillet 1942, lors de l'une de ces opérations sur l'aérodrome de Sidi Haneish, il participe à la destruction de 37 avions allemands puis, après la mort d'André Zirnheld qui est tué sur le chemin du retour, prend la tête de son groupe. Toujours engagé dans la guerre du Désert, il combat en Libye jusqu'en février 1943 avant de prendre part à la campagne de Tunisie. Le French Squadron est ensuite envoyé en Angleterre et en avril 1943, le général de Gaulle remet à François Martin la Croix de la Libération. En juillet, le French Squadron devient le 1er bataillon d'infanterie de l'air, renommé en novembre suivant 4e bataillon d'infanterie de l'air (4e BIA). Sous les ordres du commandant Pierre-Louis Bourgoin, le bataillon suit un entraînement intensif en vue de l'opération Overlord. En avril 1944, peu de temps avant le départ pour la France, le 4e BIA devient le 2e régiment de chasseurs parachutistes.
Dans la nuit du 9 au 10 juin 1944, François Martin est parachuté avec son équipe dans le secteur de Duault, dans les Côte-du-Nord. Il participe en juin et juillet à un grand nombre d'opérations de harcèlement et d'embuscades contre les troupes allemandes en Bretagne, en collaboration avec les FFI locaux. Le 12 juillet 1944, alors qu'il est caché dans une ferme du hameau de Kerihuel à Plumelec en compagnie de son capitaine Pierre Marienne, d'autres parachutistes et de quelques FFI, ceux-ci sont surpris dans leur sommeil par les troupes allemandes accompagnées de miliciens. Pierre Marienne et François Martin ainsi que quinze parachutistes, FFI et villageois sont exécutés sommairement. François Martin est inhumé dans sa ville natale d'Hardricourt.

## Décorations
|  |  |  |
|  |  |  |

| Chevalier de la Légion d'honneur                 | Chevalier de la Légion d'honneur                 | Chevalier de la Légion d'honneur                 | Compagnon de la Libération Par décret du 26 mars 1943                          | Compagnon de la Libération Par décret du 26 mars 1943                          | Compagnon de la Libération Par décret du 26 mars 1943                          | Croix de guerre 1939-1945 | Croix de guerre 1939-1945 | Croix de guerre 1939-1945 |
| Médaille de la Résistance française Avec rosette | Médaille de la Résistance française Avec rosette | Médaille de la Résistance française Avec rosette | Médaille coloniale Avec agrafes "Libye", "Tripolitaine", "Fezzan" et "Tunisie" | Médaille coloniale Avec agrafes "Libye", "Tripolitaine", "Fezzan" et "Tunisie" | Médaille coloniale Avec agrafes "Libye", "Tripolitaine", "Fezzan" et "Tunisie" | Croix de guerre (Norvège) | Croix de guerre (Norvège) | Croix de guerre (Norvège) |

## Hommages
- À Hadricourt, une place porte son nom[5].
- Au hameau de Kerihuel, son nom figure sur un monument commémorant le massacre du 12 juillet 1944[6].
- À Plumelec, son nom est inscrit sur le monument aux parachutistes SAS de la France libre[7].
- La 204e promotion de l'école militaire des aspirants de Coëtquidan (1982) a été baptisée en son honneur[8].